# Jost Lemmerich

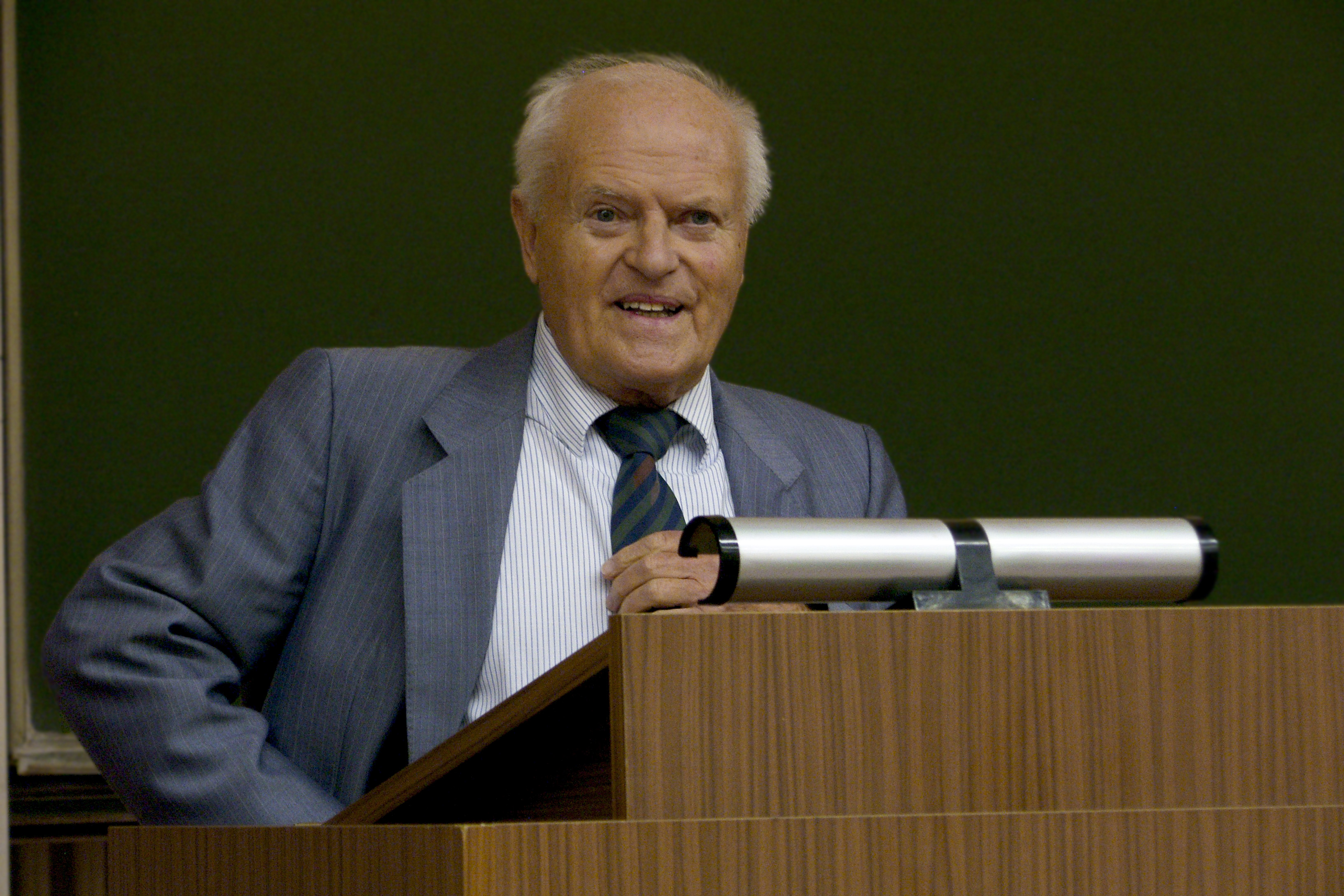
Bei der Eröffnung einer Ausstellung, TU-Berlin Okt. 2008; Foto: Thilo Rückeis

Jost Lemmerich (* 7. Juni 1929 in Berlin; † 21. März 2018 ebenda) war ein deutscher Physiker und Wissenschaftshistoriker, der vor allem zahlreiche Ausstellungen zur Wissenschaftsgeschichte der Physik des 20. Jahrhunderts organisiert hat.

## Leben
Bei Kriegsende wurde der 15-Jährige zum Volkssturm eingezogen und verwundet. Sein älterer Bruder war bereits im Kriege gefallen, dann auch sein Vater. Er konnte in der Nachkriegszeit die Schule mit dem Abitur abschließen. Sein Vater war bei Siemens gewesen, daher begann Jost Lemmerich auch dort zu arbeiten, in einem Chemielabor. Von der Firma ermöglicht,
studierte er zwischen 1956 und 1962 Physik an der Technischen Universität Berlin. Nach Tätigkeiten wieder bei Siemens wechselte er 1970 an das Deutsche und dann an das Europäische Patentamt in Berlin. Dort und später nach seiner Pensionierung intensiver, begann er sich mit der Physikgeschichte und ihrer öffentlichen Darstellung zu befassen. Er organisierte über 20 Ausstellungen unter anderem an der Staatsbibliothek Berlin und dem Deutschen Museum in München. Den Anfang machte 1977 die Ausstellung über „Die Physik der Zwanziger Jahre“ als in Berlin die „Tendenzen der Zwanziger Jahre“ gezeigt wurden. Später wurde er Fellow des Churchill College der Universität Cambridge, wo er am Churchill Archives Centre Lise Meitners Nachlass bearbeitete. Aus diesem Nachlass edierte er ihre Korrespondenz mit Max von Laue sowie mit Elisabeth Schiemann.
Als Autor verfasste Lemmerich neben Katalogen zu seinen Ausstellungen und einzelnen Artikeln zur naturwissenschaftlichen Geschichte mehrere Biografien.

## Ausstellungen (Auswahl)
- Die Physik der Zwanziger Jahre, für die Deutsche Physikalische Gesellschaft, ausgestellt 1977 im Verwaltungsgebäude der Siemens AG, Berlin, mit Katalog, Einleitung von  H.J. Queisser
- Gedächtnisausstellung zum 100. Geburtstag von Albert Einstein, Lise Meitner, Otto Hahn, Max von Laue, 1979 Staatsbibliothek Berlin, dann in Kaiserslautern und in Peking, Katalog mit K.H. Boeters
- Dokumente zur Gründung der Kaiser-Wilhelm-Gesellschaft und der Max-Planck-Gesellschaft zur Förderung der Wissenschaften, Ausstellung in der Staatsbibliothek Preussischer Kulturbesitz, Berlin 1981[7]
- Der Mensch und die Automation: Historische Aspekte, Ausstellung in einer Fabrikhalle, Osloer Straße 12, Berlin, 1984 mit Katalog
- A Brief Review of the History of Physics in Berlin, from the beginnings until 1933, anläßlich der „13th Internat. Conf. on Electronics & Atomic Collisions“, North-Holland Publ. 1984, Broschüre; 1983 und erweitert 1987 als Dauerausstellung für den Fachbereich Physik der FU Berlin
- Maß und Messen – Ausstellung aus Anlaß der Gründung der Physikalisch-Technischen Reichsanstalt am 28. März 1887 – Berlin und Braunschweig 1987, Physikalisch-Technische Bundesanstalt
- Die Geschichte der Entdeckung der Kernspaltung: Ausstellungen in der Technischen Universität Berlin, 2. Dezember 1988 – 4. Februar 1989, Deutsches Museum München, 18. Februar 1989 – 10. August 1989[8]
- 100 Jahre Röntgenstrahlen – Ausstellung aus Anlass der Entdeckung der Röntgenstrahlen, Würzburg 1995, Katalog dt./engl.
- Ausstellung zum 125. Geburtstag von Lise Meitner[9] (2003)
- Justus Liebig: Seine Zeit und unsere Zeit. Chemie – Landwirtschaft – Ernährung, Gießen 2003, anlässlich des Liebig-Jahres/Jahres der Chemie
- Ausstellung über die Geschichte der Physik an der TU Berlin[10] (2009)
- Hermann von Helmholtz: Ein Wegbereiter der wissenschaftlichen Psychologie, Ausstellung 2014 für das Adolf-Würth-Zentrum für Geschichte der Psychologie der Universität Würzburg, gemeinsam mit A. Stock und mit Katalog.

## Bücher
- Michael Faraday: 1791–1867, Erforscher der Elektrizität, München: C.H. Beck Verlag, 1991
- Friedrich II und die Naturwissenschaften, Aufsatz im Jahrbuch des Landesarchivs Berlin 1988, Hrsg. H.J. Reichhardt, Berlin: Siedler Verl., 1988
- Lise Meitner – Max von Laue: Briefwechsel 1938–1948, Berlin: ERS-Verl., 1998
- Aufrecht im Sturm der Zeit: Der Physiker James Franck, Diepholz: Verl. für Geschichte der Naturwiss., 2007
  - Science and Conscience: The Life of James Franck, Stanford, California: Stanford University Press, 2011
- Bande der Freundschaft: Lise Meitner – Elisabeth Schiemann: Kommentierter Briefwechsel 1911–1947, Wien: Verl. der Österr. Akad. der Wiss., 2010
- Mein lieber Sohn! Die Briefe von Max von Laue an seinen Sohn Theodor in den Vereinigten Staaten von Amerika 1937–1948, Berlin: ERS-Verl., 2011
- Politik und Werbung für die Wissenschaft: Das Harnack-Haus der Kaiser-Wilhelm-Gesellschaft zur Förderung der Wissenschaft in Berlin-Dahlem, Rangsdorf: Basilisken-Presse, 2015
- Hermann von Helmholtz: Ein Wegbereiter der wissenschaftlichen Psychologie, zusammen mit Armin Stock, Würzburg: Verl. Adolf-Würth-Zentrum für Geschichte der Psychologie, Universität Würzburg, 2014

## Ehrungen
- Für seine Arbeiten zum Liebig-Jahr 2003, insbesondere für die Ausstellung Justus Liebig: Seine Zeit und unsere Zeit. Chemie – Landwirtschaft – Ernährung wurde ihm die Liebig-Medaille der Justus-Liebig-Universität Gießen (2003) verliehen.[11]
- Verdienstkreuz am Bande des Verdienstordens der Bundesrepublik Deutschland (1995)
- Ehrendoktorwürde der TU Berlin (1996)
- Karl-Scheel-Medaille der Physikalischen Gesellschaft zu Berlin
- Ehrenbürger der Bayerischen Julius-Maximilians-Universität Würzburg
- Goldene Ehrenplakette der Julius-Maximilians-Universität Würzburg (2006)